# قائمة أفلام عن الثورة الجزائرية
قائمة أفلام عن الثورة الجزائرية
- فجر المعذبين

إخراج:أحمد راشدي بمساعدة رونيه غوتي
إنتاج: المركز الوطني للسينما (1965)
- الليل يخاف من الشمس

إخراج مصطفى بديع
إنتاج: المركز الوطني للسينما والإذاعة والتلفزة الجزائرية (1965)
- معركة الجزائر

إخراج:جيليو بنتيكورفو
إنتاج: قصة فيلم( مؤسسة سينمائية لسعدي ياسف(1966).
- ريح الأوراس

إخراج : محمد الأخضر حمينة
إنتاج:الديوان الوطني للتجارة والصناعة السينماتوغرافية (1966).
- الشمس السوداء

إخراج: دينيو دولباتليار
إنتاج: المركز الوطني للسينما(1967)
- الجحيم في عشر سنوات

إخراج: سيد علي مازيف- غوتي بن ددوش-يوسف عتيقة- عمار العسكري.
إنتاج: الديوان الوطني للتجارة والصناعة السينماتوغرافية (1968)
- زاد

إخراج:كونتاغافراس
إنتاج: الديوان الوطني للتجارة والصناعة السينماتوغرافية وشركة ريغن فيلم(1968)
- تاريخ الثورة

إخراج :أحمد بجاوي، سيد علي مازيف، رابح لعرابي.
إنتاج: الديوان الوطني للتجارة والصناعة السينماتوغرافية (1969)
- الخارجون عن القانون

إخراج توفيق فارس
إنتاج: الديوان الوطني للتجارة والصناعة السينماتوغرافية (1969)
- العفيون والعصا

إنتاج: الديوان الوطني للتجارة والصناعة السينماتوغرافية (1969)
إخراج : أحمد راشدي
- حواجز الطين

إخراج: جون لويس
إنتاج: ديوان الأحداث الوطنية وايسيلي فبلم(1970)
- ديسمبر

إخراج: محمد الأخضر حمينة
إنتاج:ديوان الأحداث الجزائرية وتاسيا فيلم(1973).
- دورية نحو الشرق

إخراج : عمار العسكري
إنتاج: الديوان الوطني للتجارة والصناعة السينماتوغرافية (1971)
- العرق الأسود

إخراج: سيد على مازيف
إنتاج: الديوان الوطني للتجارة والصناعة السينماتوغرافية (1971)
- منطقة محرمة

إخراج: أحمد لعلام
إنتاج: الديوان الوطني للتجارة والصناعة السينماتوغرافية (1972)
- حرب التحرير

إخراج:وزارة الإعلام والثقافة( مركز الوسائل السمعية البصرية).
إنتاج: الديوان الوطني للتجارة والصناعة السينماتوغرافية (1973)
- وقائع سنين الجمر

إخراج: محمد الأخضر حمينة
لنتاج: الديوان الوطني للتجارة والصناعة السينماتوغرافية (1974)
- هروب حسان الطيرو

إخراج: مصطفى بديع
إنتاج: الديوان الوطني للتجارة والصناعة السينماتوغرافية (1974)
- الارث

إخراج محمد بوعماري
إنتاج: الديوان الوطني للتجارة والصناعة السينماتوغرافية (1975)
- ريح الجنوب

إخراج محمد سليم رياض
إنتاج: الديوان الوطني للتجارة والصناعة السينماتوغرافية (1975)
- أولاد نوفمبر

إخراج موسى حداد
إنتاج الديوان الوطني للتجارة والصناعة السينماتوغرافية (1975)
- -العدو الحميم

إخراج فلوران إميلي ساري
إنتاج: شركة توزيع جديدة، ليه الافلام دو (2007)